# Histoire des foires de Châlus
Petite capitale d'une terre d'élevages, spécialisés, selon les époques, dans les chevaux, les bovins et les ovins, Châlus fut de temps immémoriaux le lieu de foires et de marchés de grande renommée, qui furent un élément important de son développement jusqu'à la fin du XXe siècle. Ainsi, l'histoire de Châlus est difficilement dissociable de celles de ses foires.

## Périodes historiques

### Antiquité et époque pré-celtique
Au Mazaubrun, la présence d'une vaste esplanade, délimitée par deux mottes artificielles et un talus de 80 mètres de long sur deux mètres de hauteur, laisse à penser que les marchés de l'époque préceltique se tenaient en ce lieu.

### Haut Moyen Age
Des moines relevant de l'Ordre de saint Benoît sont présents à La Beille. Leur présence en ce lieu est attestée dès 1064 mais elle est probablement antérieure : l'Ordre monastique des Bénédictins étant très ancien, le plus ancien d'Occident. Sur la place de leur abbaye, au lieu-dit « l'Abbaye » ou « La Beille », se tiennent foires et marchés dont ils s'assurent la possession et l'exploitation tout en les plaçant sous le patronage de saint Georges (Georges est un prénom venant du grec ancien Γεώργιος signifiant « celui qui travaille à la terre » et se fête le 23 avril) et de saint Michel (le 29 septembre était en Occident la date à laquelle les fermiers et les métayers payaient leurs fermage ou métayage après la récolte. C'est la date traditionnelle d'expiration des baux ruraux).

### Bas Moyen Age
Entre 1316 et 1340, une montre ou revue des chevaliers suivant la bannière de Jean, vicomte de Rochechouart, eut lieu à Châlus. Les prix des chevaux estimés à cette occasion varient de 25 à 160 livres, soit une valeur élevée, valeur à mettre en relation avec la qualité des élevages et la bonne tenue du marché.
Les deux foires de la Saint-Michel et de la Saint-Georges sont toujours sur la juridiction du moustoir de La Beille. Cependant, en 1403, afin d'échapper aux prélèvements des moines, les marchands font la Saint-Michel à Châlus Chabrol, sur un site qui ne dépend pas de leur juridiction. La réaction des moines bénédictins est immédiate : Pierre de Brie, prévôt du moustoir de La Beille fait appel au roi de France. Guillaume Le Bouteiller, Chambellan du roi, par un acte daté du 1er octobre 1404 donne raison au prévôt et contraint les marchands " à tenir foire sur la place au-devant du Moustier". De fait, les foires de Châlus de la Saint-Michel et de la Saint-Georges se tiendront sur des terres rattachées au territoire de l'Abbaye, pourtant assez éloignées du Bas-Châlus, jusqu'en 1833. Mais d'autres foires et marchés existent déjà, comme le confirme une ordonnance du lieutenant du roi des merciers, en date du 23 avril 1443, autorisant le seigneur de Châlus à percevoir des droits de place, d'ailleurs assez minimes.

### Renaissance et ancien Régime
Les foires de la Saint-Michel et de la Saint-Georges, qui durent plus de huit jours, semblent atteindre une certaine renommée, dépassant le territoire régional. En effet, un procès-verbal d'estimation, établi par les commissaires du roi de Navarre en date du 1er mars 1534, tiré du trésor du château de Pau, dit  qu'il n'y a guère plus belles foires en Guienne qu'à Châlus.
Jusqu'au XVIe siècle les foires à bestiaux de Châlus étaient plus renommées que celles de Limoges. C'est pour remédier à cet état de fait que les consuls de Limoges demandent et obtiennent de Charles IX la création des foires de la Saint-Loup et des Innocents.
En 1679, 1680 et 1681, les foires de Châlus font l'objet de trois lettres de Colbert à l'intendant de la généralité, dans lesquelles un projet d'établir un haras dans la province est évoqué.
À la fin du XVIIe siècle, les foires de Châlus réalisent le principal du commerce des chevaux du Limousin, avec celles de Limoges, et notamment un gros volume de poulains, élevés ensuite dans le pays, l'Angoumois et le Périgord.
En 1723, le Dictionnaire universel du commerce, ouvrage posthume de Jacques Savary des Bruslon, Inspecteur Général des Manufactures du Roy signale que la foire de Châlus est (…) la plus considérable du Limousin pour les chevaux de cette Province et des Provinces voisines… C'est une de celles de France où il se trouve les plus beaux et les meilleurs chevaux et où il s'en fait un plus grand commerce  .
Jusqu'à la Révolution, le comte de Bourbon-Châlus percevra des taxes sur les foires et marchés, selon le tarif suivant : pour chaque cheval, poulain, âne, mulet : 3 sols les jours de foire, 18 deniers les jours de simple marché, pour chaque bœuf et veau : 1 sol les jours de foire, 2 deniers les jours de marché, pour chaque mouton : 6 deniers les jours de foire, 2 les jours de marché.

### Révolution française
À la fin du XVIIIe siècle, les foires aux bestiaux, notamment de chevaux, de la Saint-Georges et la Saint-Michel sont encore jugées fameuses.
Globalement, la période révolutionnaire amène un ralentissement sensible des transactions. La grande affaire des débuts de la période révolutionnaire fut l'abandon du calendrier grégorien et l'adoption du calendrier révolutionnaire. La mise en application de ce nouveau calendrier eut pour conséquence la disparition des quatre marchés hebdomadaires, remplacés par trois marchés décadaires seulement.
Aussi, pour "soutenir le cours ordinaire du commerce", la municipalité de Jacques Garebeuf " considérant que les marchés de Châlus sont les plus importants qui existent dans un arrondissement de plus de cinq lieues de rayon" décide de remplacer ce quatrième marché par une foire de mois. Mais les habitudes furent les plus fortes : usagers et marchands continuèrent à tenir marché les vendredis, comme cela était la règle à Châlus, de temps immémoriaux. Pour faire respecter les nouvelles dates de marché, le brigadier de gendarmerie de Châlus est obligé, le 12 fructidor de l'An VI, de demander le renfort de deux autres brigades en prévision du marché du 14 à venir (marché du vendredi 31 août 1789).
Vers la fin de l'ère révolutionnaire, le trafic des foires semble avoir retrouvé de l'ampleur puisque propriétaires et marchands de bestiaux se plaignent des risques créés par la foule des bestiaux qui se pressent dans les rues et sur l'ancien foirail, obstruent toutes les avenues des maisons, rendent impraticable la circulation des acheteurs et des vendeurs et ne laissent aucune voie pour échapper au danger qui en résulte. L'administration municipale doit de nouveau intervenir dans l'organisation des foires et marchés. Un arrêté municipal décide que pour les grandes foires de Châlus, dites du second de mars, de la Saint-Georges et de la Saint-Michel, l'ancien foirail ne pourra plus recevoir que le menu bétail tels que cochons, moutons et volailles. Les terres situées entre l'étang de Buat et les Granges sont transformées en foirail pour le gros bétail tel que bœufs gras et bœufs de harnais. Quant aux foires de chevaux, elles se tiennent désormais le long des terres, sur les accotements de la grand-route de Châlus à Bordeaux.

### XIXesiècle
En 1805, depuis le 13 décembre, jour de l'approbation du calendrier des foires par le ministre de l'intérieur, la ville de Châlus dispose, en plus des marchés des vendredis, de sept foires, qui se tiennent le 31 janvier, le 2 mars (place du Marché en centre ville), le 23 avril (foire de la Saint-Georges), le 16 août, le 30 septembre (foire de la Saint-Michel), le 13 décembre et le Mercredi saint.
En 1819, la municipalité, estimant le nombre de foires insuffisant, demande la création de onze foires mensuelles, soit le premier vendredi de chaque mois. Cette demande, rejetée par le préfet, aurait porté le nombre de foires à Châlus à dix-neuf par an.
En 1821, revenant à des prétentions plus raisonnables, la municipalité demande la création de cinq foires mensuelles, en plus des sept déjà existantes.
C'est finalement en 1838 que le calendrier des foires sera modifié. Châlus sera doté de foires qui se tiendront le premier vendredi de janvier, février, mai, juin, juillet, août, octobre, novembre et décembre, tout en conservant les anciennes foires des 2 mars, du 23 avril (Saint-Georges) et du 30 septembre (Saint-Michel). En contrepartie, les foires du 31 janvier, du Mercredi saint, du 16 août et du 31 décembre sont supprimées.
Au total, Châlus se retrouve avec une foire par mois, en plus des marchés du vendredi. La ville dispose également d'un nouveau foirail depuis l'achat d'un terrain en 1832 où sont transférées les foires de la Saint-Michel et de la Saint-Georges à partir de 1833 : l'actuel Champ de foire.

### XXesiècle

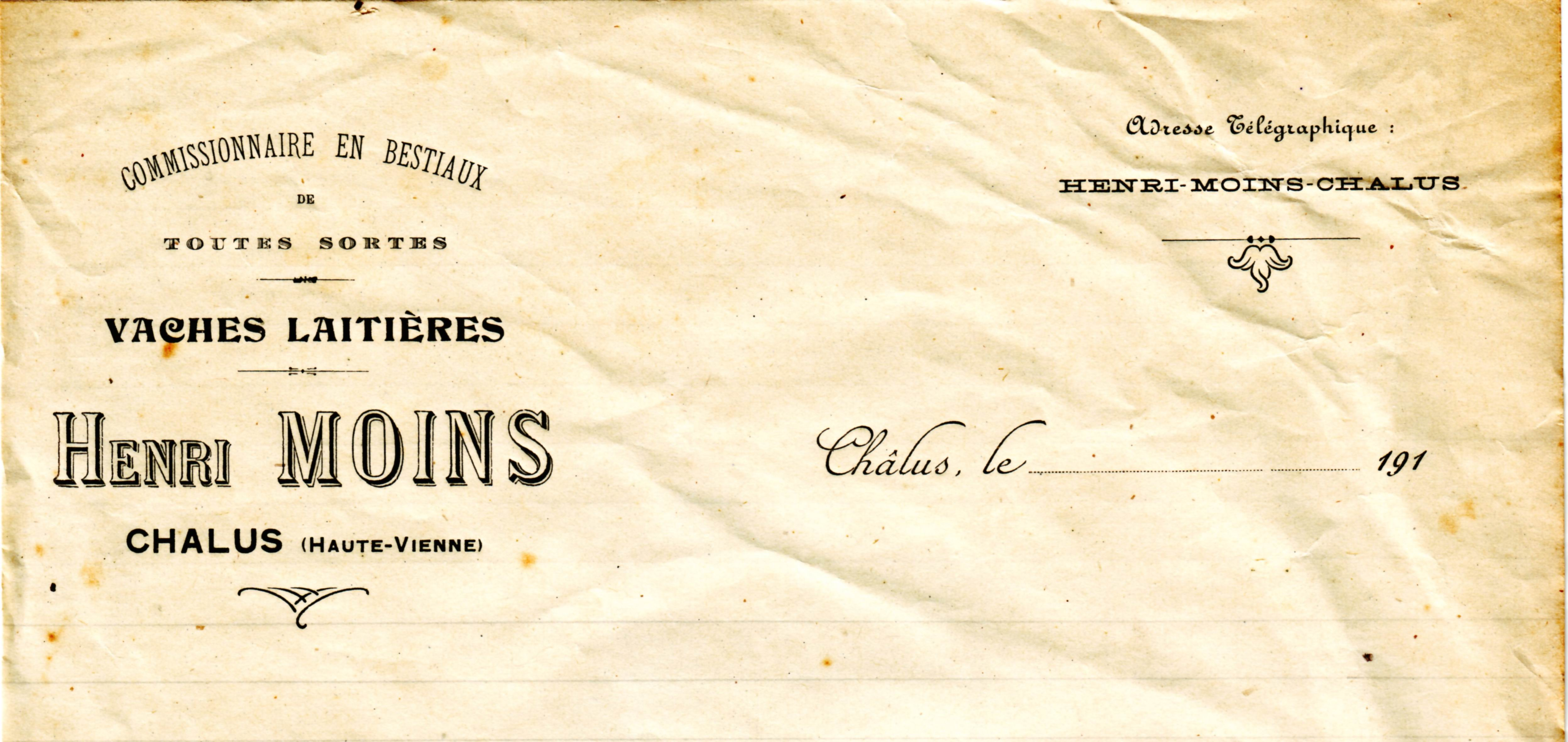
Maison Moins, négociants en bestiaux à Châlus

Après avoir vraisemblablement dû bénéficier d'un effet de concentration des petits marchés communaux vers le Chef-lieu de Canton, les foires à bestiaux de Châlus sont, à leur tour, touchées par le phénomène de l'exode rural.
À partir de 1920, le trafic de la Saint-Georges (23 avril) et de la Saint-Michel (30 septembre) ne cesse de décliner.
Dans les années 1950, Châlus reste cependant un centre de foire très actif. Un marché aux porcs se tient au bas de l'actuelle place du marché. Les accotements de la côte de la route de Dournazac, à proximité de la gare SNCF, sont utilisés comme foirail secondaire pour les bovins.
À partir des années 1960, les marchés à bestiaux qui se tiennent durant les jours de foire sont contenus sous les platanes du Champ de foire (actuelle place Salvador Alliende). L'avenue du Champ de foire, qui descend vers la place Cardaillac est réservée aux volailles : poules, dindes, dindons et canards pour l'essentiel.
Jusqu'à la fin des années 1970, le marché bovin est encore conséquent mais le marché des ovins décline.
Les foires de Châlus ne résisteront pas à un handicap majeur : l'absence de liaison ferroviaire directe avec le réseau SNCF, la gare de Châlus n'étant qu'en voie simple et nécessitant une correspondance par Bussière-Galant.
Elles sont surtout dépendantes de l'inexorable, quoique particulièrement tardive dans la région de Châlus, disparition des toutes petites exploitations agricoles, non spécialisées dans l'élevage ou la culture intensive.

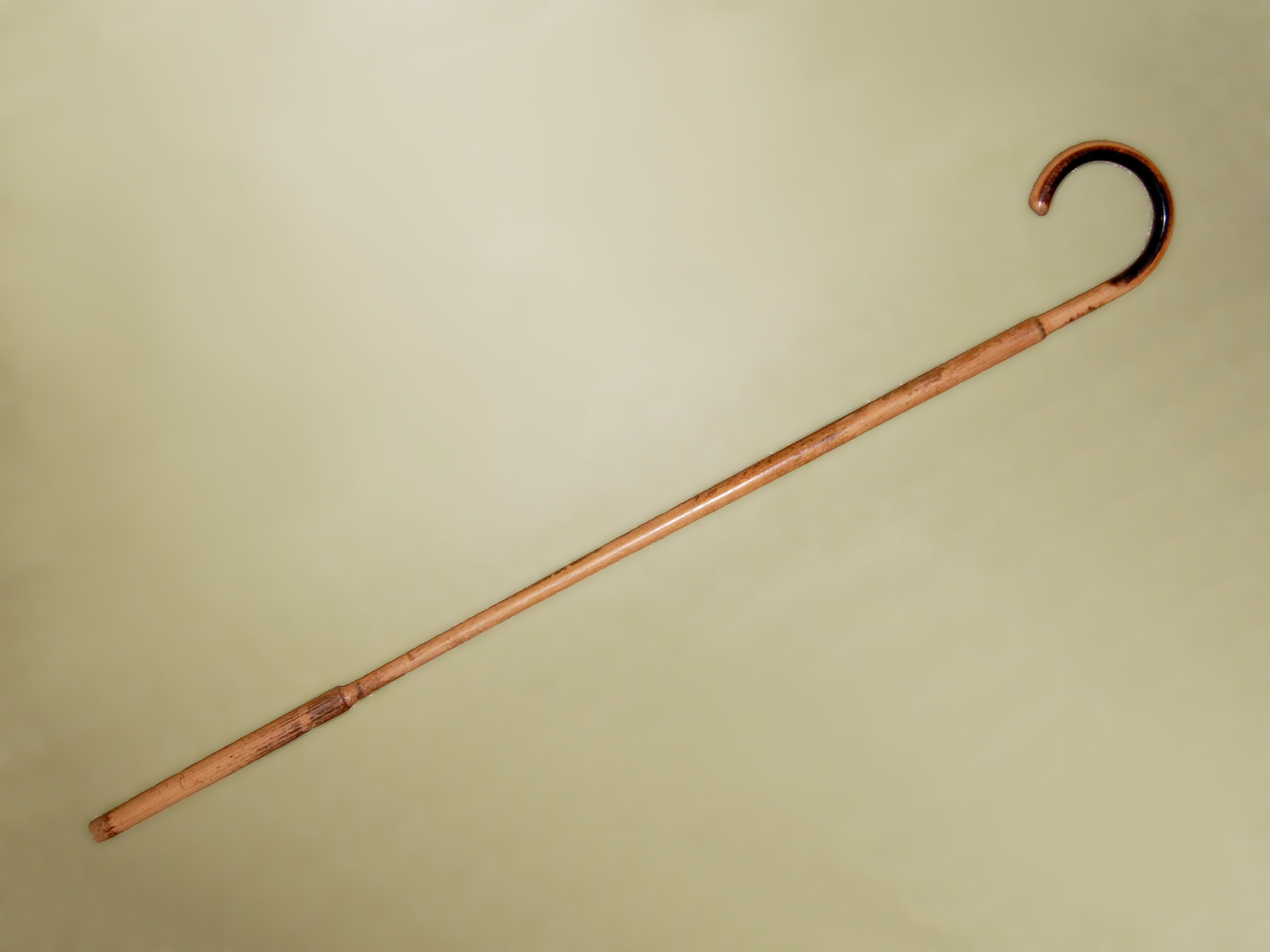
Canne de marchand au profil si particulier

À partir de 1980, il n'y a plus qu'une maison de négoce châlusienne à vivre exclusivement du commerce de bestiaux. Spécialisée, paradoxalement, en vaches laitières, grâce à son réseau de courtiers et à des déplacements continus en Bretagne, en Normandie et dans le Pas-de-Calais, cette maison a fourni pendant cinq générations le sud de la Haute-Vienne et le nord de la Dordogne en « Brettes » (race bretonne pie noir) en Normandes et en « Frisonnes » de race hollandaise, bientôt appelées Holstein, puis améliorées en Prim'Holstein.
Mais, l'essentiel du marché est ailleurs, avec la spécialisation des exploitations agricoles, le développement de la race Limousine et sa commercialisation en masse, par le biais d'acheteurs salariés travaillant pour les grands abattoirs ou de grandes marques.
Avec les années 1980, les marchés à bestiaux disparaissent des foires de Châlus et, avec eux, un certain folklore. On n'y croise plus les « blouses noires » marquant les animaux ou, plus récemment, remplissant les bons d'achat, une « pile » dans la poche et leur célèbre « canne de marchand » coincée sous le bras, rendant « l'étrenne » à l'acquéreur, en guise de porte-bonheur, selon la coutume.
La canne était l'attribut nécessaire des marchands de bestiaux qui n'utilisaient pas, lors des foires, le traditionnel bâton de châtaignier mais une canne en rotin au profil particulier, dite « canne de marchand ». Sa poignée est très coudée : il s'agit de garder la canne bien coincée autour du bras, afin de laisser les mains totalement disponibles pour accomplir au mieux l'ensemble des actes liés à la transaction (accord, papiers, règlement, rendu de monnaie…). La tige de la canne va en s'amincissant, avant de reprendre, en fin de tige, sa taille d'origine. Ce profil particulier de la tige, très élégant, génère un léger « effet de fouet », très efficace pour faire tourner ou avancer les bêtes.
C'est désormais au marché de Bourdelas, établit sur Saint-Yriex, que se font les transactions. La dernière maison de négoce en bestiaux établie à Châlus, la Maison Moins, y tiendra place jusqu'aux années 1990, tournant ainsi la page d'une histoire châlusienne peut-être bimillénaire.

### XXIesiècle
Aujourd'hui encore, tous les vendredis matin, le centre de Châlus est animé de son traditionnel marché (sauf les vendredis matin qui suivent un jeudi de foire).
Les foires se tiennent désormais le deuxième jeudi de chaque mois.
Quant au marché à bestiaux « d'intérêt régional » de Bourdelas, il occupe désormais un espace de 8,5 ha, dispose d'une halle couverte de 10 000 m2, d'un écran de cotation instantanée et voit aujourd'hui s'échanger plus de 50 000 bovins par an.

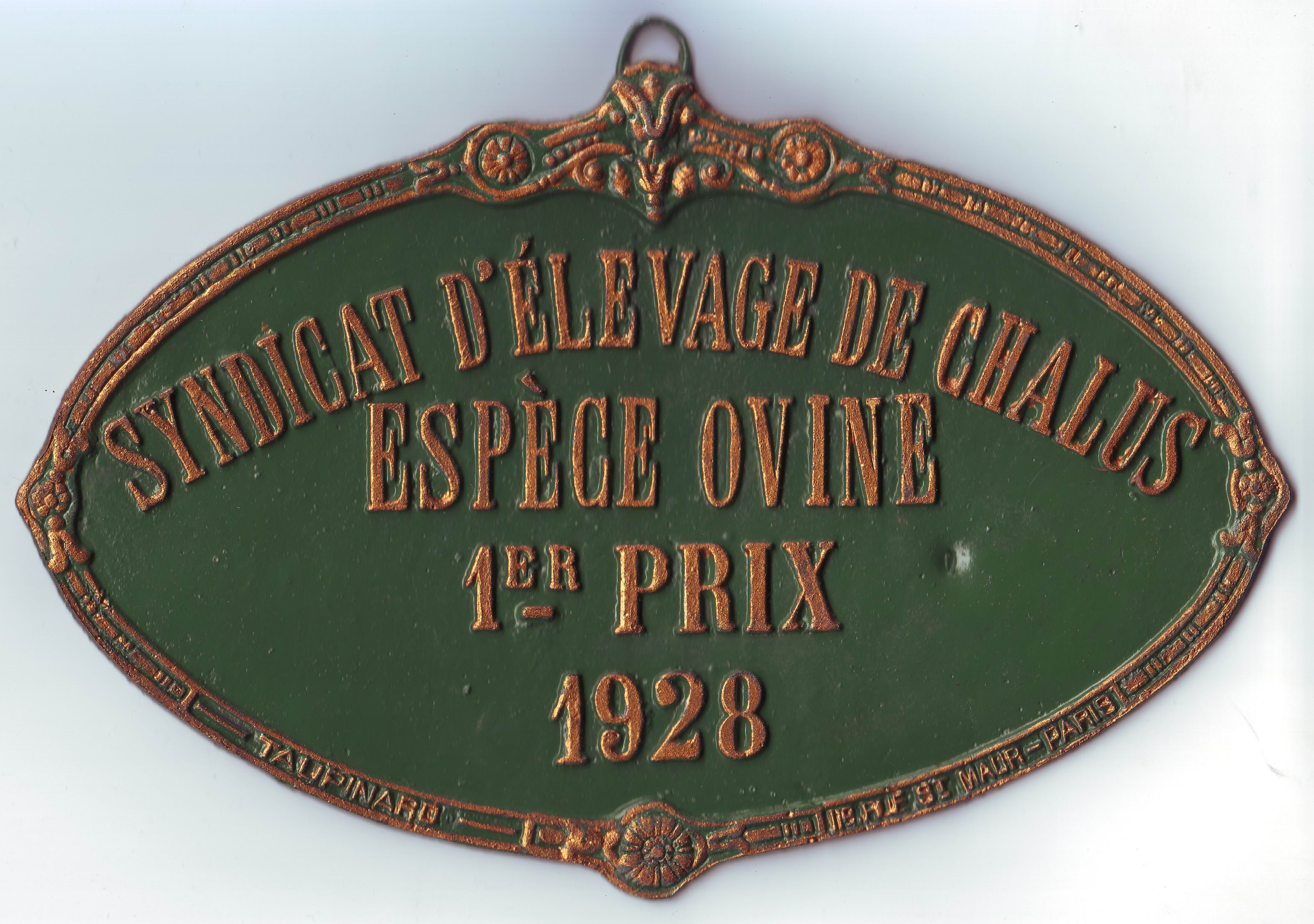
concours d'élevage de 1928, espèce ovine, 1er prix
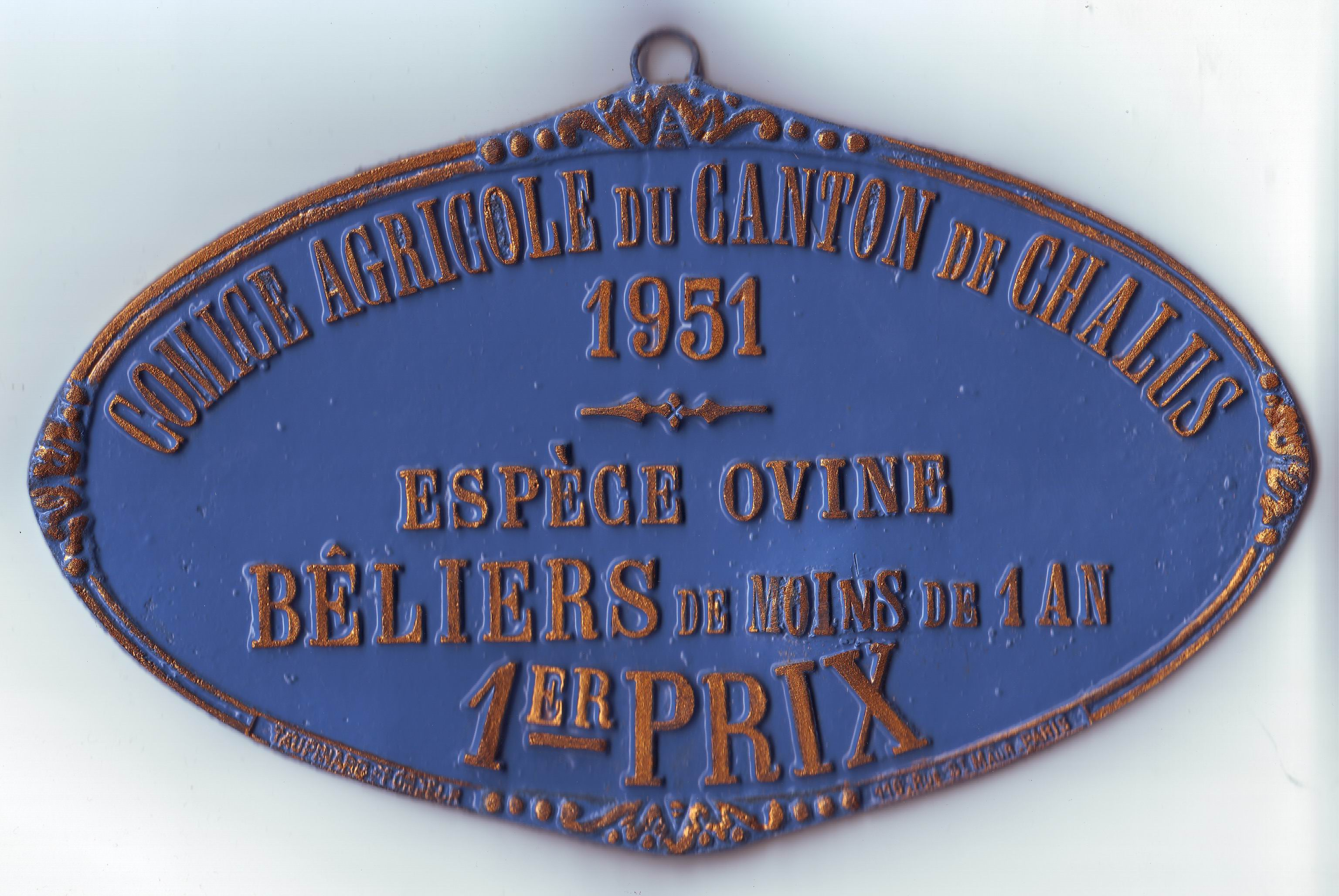
concours d'élevage de 1951, espèce ovine, 1er prix
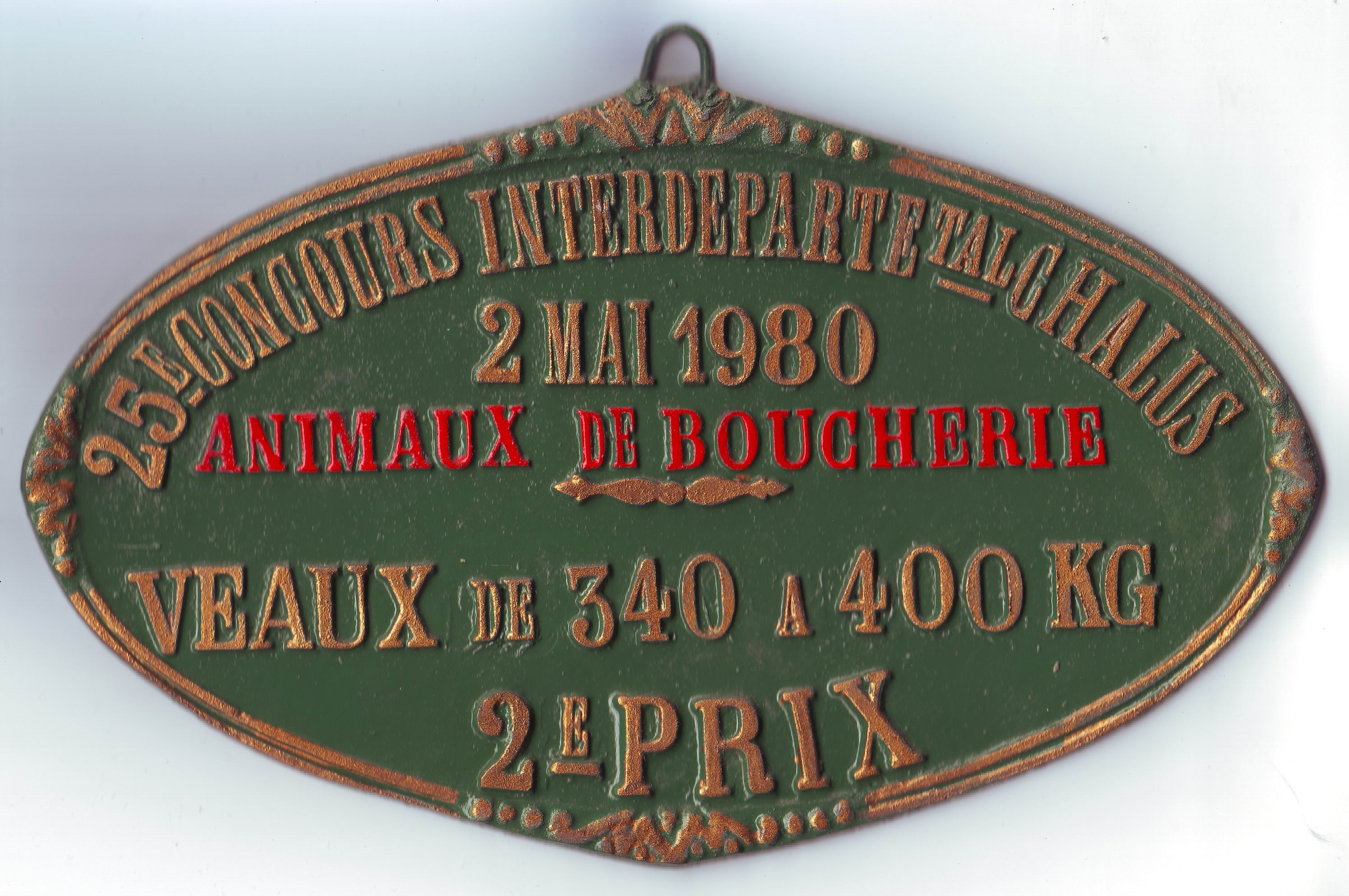
concours d'élevage de 1980, espèce bovine, 2e prix

Les plaques de concours d'élevage, que l'on peut encore voir accrochées aux granges et étables, témoignent de la qualité des élevages ovins et bovins de la région de Châlus.

## Sources et références
1. ↑  Paul Patier, Histoire de Châlus, Res Universis, Paris, 1993, 147 p.  (ISBN 2-7428-0184-7)  (ISSN 0993-7129)
2. ↑  Pouillé du diocèse de Limoges, manuscrit du grand séminaire de Limoges, par l'abbé Nadaud, 1859
3. ↑  Documents historiques, bas-latins, provençaux et français : concernant la Marche et le Limousin, Leroux, Molinier, Thomas ; Ducourtieux, Limoges 1883
4. ↑  MÉMOIRE SUR LA GÉNÉRALITÉ DE LIMOGES, dressé par Louis de Bernage, sgr de S. Maurice, intendant (1698)
5. ↑  « Dictionnaire universel de commerce. T. 1 (A-B) », sur Gallica, 1741 (consulté le 11 novembre 2023).
6. ↑  Description des principaux lieux de France, par J.-A. Dulaure - Lejay (Paris) - 1789, p.286
7. ↑  Arrêté municipal de Châlus du 1er floréal de l'An VI (lundi 20 avril 1789)
8. ↑  Paul Patier, Histoire de Châlus, Res Universis, Paris, 1993, 153 p.  (ISBN 2-7428-0184-7)  (ISSN 0993-7129)
9. ↑  décret du roi Louis-Philippe du 25 mars 1838
10. ↑  |vaches de race pie noir),
11. ↑  |dates des foires et marchés de Châlus